# Jan Blažek (Fußballspieler)
Jan Blažek (* 20. März 1988 in Trutnov) ist ein tschechischer Fußballspieler. Der Stürmer steht derzeit bei Slovan Liberec unter Vertrag und ist an AE Larisa ausgeliehen.

## Karriere
Blažek begann mit dem Fußballspielen bei Baník Žacléř. 1998 wurde der Angreifer vom FK Trutnov verpflichtet, nach nur einer Saison zog er weiter zum SK Hradec Králové. Dort blieb er aber nur ein Jahr und kehrte anschließend nach Trutnov zurück. Mitte 2002 wechselte Blažek in die Jugendabteilung von Slovan Liberec. 
Am 18. September 2005 debütierte der damals 17-jährige Stürmer in der ersten Mannschaft. Sein erstes Tor schoss er am 29. April 2006 beim 1:1 gegen den FK Siad Most. Im Januar 2008 wurde der U-21-Nationalspieler an Slavia Prag ausgeliehen, im Sommer kehrte er nach Liberec zurück.